# Batus hirticornis
Batus hirticornis (лат.) — вид жуков-усачей рода Batus из подсемейства Cerambycinae. Обнаружены в Южной Америке (Аргентина, Бразилия, Парагвай). Кормовое растение: Castanea sativa Miller (Fagaceae). Период активности: май, август — декабрь, январь, февраль. Вид был впервые описан в 1817 году (под первоначальным названием Trachyderes hirticornis) шведским энтомологом академиком Леонардом Йюлленхаалем (Leonard Gyllenhaal, 1752—1840)
. В 1912 году включён в состав рода Batus.